# Гамова Катерина Олександрівна
Катерина Олександрівна Гамова (з 2013 року виступала під прізвищем Гамова-Мукасей; нар.. 17 жовтня 1980, Челябінськ, Російська РФСР, СРСР) — російська волейболістка, гравчиня національної збірної Росії в 1999—2012 і 2014 роках, дворазова чемпіонка світу. Заслужений майстер спорту Росії. Найкраща спортсменка Росії у 2010 році. Факелоносиця церемонії відкриття Всесвітньої літньої Універсіади 2013 року в Казані. У 2022 році висловилася проти повномасштабного вторгнення в соціальній мережі Інстаграм, однак пост невдовзі видалила.

## Клубна кар'єра

### Челябінськ
Катерина Гамова народилася в Челябінську 1980 року, навчалася в середній школі № 71 зі спортивними класами, волейболом почала займатися з восьмирічного віку під керівництвом своєї тітки Любові Борисівни. До 11 років зріст Катерини становив вже 172 сантиметри, до цього часу вона остаточно вибрала волейбол, хоча спочатку відвідувала також баскетбольні та гандбольні тренування, і продовжила навчання волейболу в спортшколі «Метар» Металургійного району Челябінська.
3 січня 1995 року, в 14-річному віці, Катерина була зарахована до челябінської команди майстрів «Метар». У 1996 році виграла перший титул у кар'єрі — Кубок Росії. У Челябінську Катерина виступала на позиції центральної блокуючої, а в амплуа діагональної почала грати в 1997 році в молодіжній збірній, а потім і в «Уралочці».

### Єкатеринбург
У 1998 році на зборах в Алушті Катерина Гамова отримала пропозицію переїхати до Єкатеринбурга в знамениту «Уралочку», очолювану тренером збірної Росії Миколою Карполем. Спортсменка підписала контракт з клубом з Єкатеринбурга строком на 15 років.
У березні 1999 року «Уралочка» та її дочірня команда «Уралтрансбанк», за яку виступала Гамова, зустрілися у фіналі чемпіонату Росії і номінально друга команда ледь не обіграла першу, ведучи по сетах 2:1. Катерина Гамова вперше стала призером чемпіонату Росії, а про цьому матчі пізніше згадувала як про один з найкращих у своїй кар'єрі. У тому ж сезоні в складі «Уралтрансбанку» вона також стала учасницею «Фіналу чотирьох» Кубка Європейської конфедерації волейболу, що проходив у Неаполі.
У сезоні-2000/01 Катерина Гамова, виступаючи за основну «Уралочку», стала чемпіонкою Росії і бронзовою призеркою Ліги чемпіонів. У півфіналі головного єврокубка, що проходив у Нижньому Тагілі, вона принесла команді 37 очок, але їх не вистачило для перемоги над італійською «Моденою».
За підсумками сезону-2002/03 Гамова втретє поспіль стала чемпіонкою Росії, але чергова спроба «Уралочки» виграти Лігу чемпіонів знов закінчилася невдало: незважаючи на чудову гру Гамової, що стала найрезультативнішою на «Фіналі чотирьох» в польській Пилі, її команда у фіналі поступилася «Канну». Наступний чемпіонат Росії Катерина Гамова відіграла у команді «Динамо» (Московська область), що входила в систему «Уралочки». У півфіналі з «Балаковською АЕС» вона встановила рекорд чемпіонату — 43 очки, у фіналі з «Уралочкою» забила 34, але перемога в підсумку залишилася за колективом з Єкатеринбурга.

### Москва
Восени 2004 року Катерина Гамова оголосила про рішення піти з «Уралочки» до московського «Динамо». Рішення про розірвання контракту з «Уралочкою», що діяв до 2013 року, було прийнято Залізничним районним судом Єкатеринбурга; наприкінці 2004 року перехід спортсменки в «Динамо» був затверджений на засіданні Всеросійської федерації волейболу.
У квітні 2005 року «Динамо» і «Уралочка» очікувано зустрілися у фіналі чемпіонату Росії, де нова команда Гамової нічого не змогла протиставити ослабленій «Уралочці» і поступилася з рахунком 0:3.
У 2006—2009 роках Гамова в складі «Динамо» тричі ставала чемпіонкою Росії і один раз срібною призеркою.

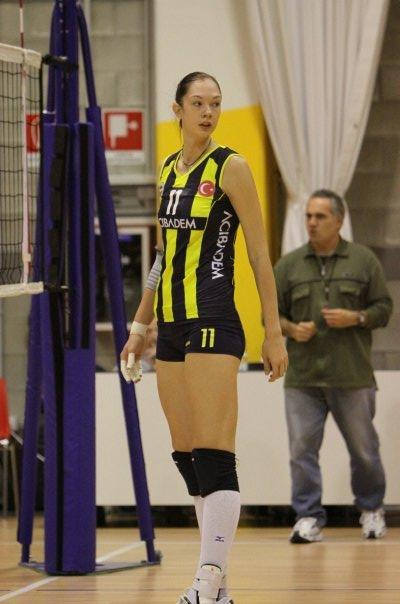
У грі за «Фенербахче», 2010 рік

### Стамбул
Сезон 2009/10 років Катерина Гамова провела в Туреччині, виступаючи за стамбульський «Фенербахче». Почавши з виграшу Суперкубка Туреччини, «Фенербахче» без єдиної поразки переміг в Кубку і чемпіонаті країни і лише у фіналі Ліги чемпіонів — 39-му матчі сезону — переможна серія була перервана. Черговий індивідуальний приз завоювала Катерина Гамова, стала найрезультативнішою на «Фіналі чотирьох» у Каннах. Влітку 2010 року російська діагональна перейшла до казанського «Динамо».

### Казань
У складі казанського «Динамо» Катерина Гамова провела шість сезонів і стала однією з головних творців успіхів команди, яка виграла у 2011—2015 роках п'ять чемпіонатів Росії поспіль. Тричі Катерина ставала володаркою Призу Людмили Булдакової як найкраща волейболістка російської першості. Навесні 2014 року вона завоювала золоті медалі Ліги чемпіонів і клубного чемпіонату світу і була визнана найціннішою гравчинею обох турнірів. У складі казанської команди вона також двічі перемагала у розіграшах Кубка Росії.
Лише сезон-2015/16, частина якого Катерина Гамова пропустила через рецидив травми ноги, не приніс їй та «Динамо» жодного титулу. Після закінчення цього сезону волейболістка не стала продовжувати контракт з казанським клубом і заявила, що рішення про продовження кар'єри прийме після Олімпійських ігор у Ріо-де-Жанейро. 18 травня 2016 року в прямому ефірі телеканалу «Матч ТВ» Катерина повідомила, що завершує професійну кар'єру через неможливість взяти участь на Олімпійських іграх в Ріо за станом здоров'я.
Прощальний матч Катерини Гамової відбувся 1 жовтня 2016 року в казанському Центрі волейболу «Санкт-Петербург». У ньому взяли участь найсильніші склади динамівок Москви і Казані. Стартовий сет Гамова зіграла за «Динамо-Казань», початок другого ігрового відрізку провела в складі московського «Динамо», залишивши майданчик після першої технічної перерви. Ігрова майка з прізвищем «Гамова» була піднята під склепіння Центру волейболу, а її 11-й ігровий номер в казанському клубі виведений з обігу.

## Кар'єра в збірній Росії

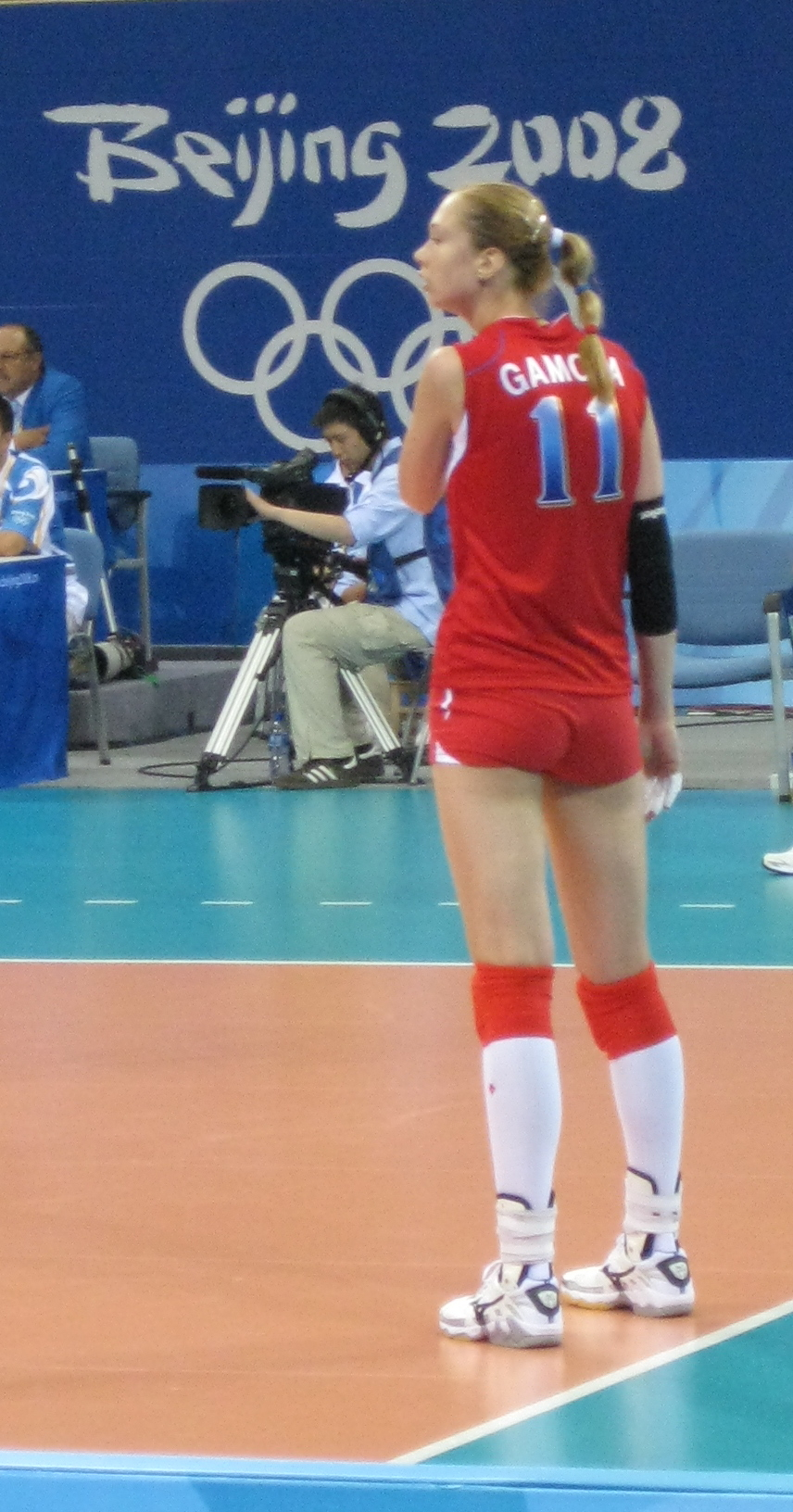
На Олімпійських іграх в Пекіні, 2008 рік

З 1997 року Катерина Гамова виступала у складі молодіжної збірної Росії, виграла чемпіонат світу-1997 і срібло чемпіонату Європи-1998.
Восени 1998 року вирушила зі збірною Росії в Японію на чемпіонат світу, але на майданчик не виходила: Микола Карполь акредитував молоду волейболістку як тренера, давши їй можливість відчути атмосферу великого турніру.
У 1999 році Катерина Гамова провела перші матчі у складі збірної Росії: в січні вона грала на міжнародному турнірі в Бремені, у червні — у кваліфікаційних матчах чемпіонату Європи і на турнірі Montreux Volley Masters в Швейцарії. У липні у складі студентської збірної стала срібним призером Універсіади, що проходила в іспанській Пальмі, а потім приєдналася в головній команді і провела кілька ігор в рамках Світового Гран-прі в Китаї. Звідти вона вирушила в молодіжну збірну, яку наздогнала в Москві за кілька годин до вильоту в Канаду на чемпіонат світу.
Молодіжний чемпіонат світу завершився тріумфально для російської команди, а її лідерка Катерина Гамова стала найрезультативнішою гравчинею турніру і від канадських журналістів отримала співзвучне з прізвищем прізвисько «Game over», що характеризує блискучу гру. У тому ж 1999 році знову в складі національної збірної Катерина Гамова виграла свій перший чемпіонат Європи і срібну медаль Кубка світу.
Влітку 2000 року Гамова завоювала приз найкращої блокуючої фінального турніру Гран-прі і була включена до заявки збірної Росії на Олімпійські ігри в Сіднеї. Вона не була гравцем стартового складу команди Миколи Карполя, яка виграла срібні медалі, але виходила на майданчик в семи матчах і набрала 9 очок.
У складі збірної в 2001 році виграла чемпіонат Європи і яскраво виступила на Всесвітньому Кубку чемпіонів, де була найкращою з гри на блоці і найрезультативнішим (102 очки) гравцем турніру, випередивши на 3 очки подругу по команді Євгена Артамонову.
У 2002 році збірна Росії переможно завершила черговий розіграш Гран-прі і стала третьою на чемпіонаті світу в Німеччині. На світовій першості Катерина Гамова набрала 209 очок, поступившись за результативністю тільки кубинці Юмілці Руїс, була другою по грі на блоці і на подачі.
На Олімпійських іграх в Афінах лідерські якості, характер і майстерність Катерини Гамової проявилися особливо переконливо: разом з Любов'ю Соколовою їй довелося розділити практично все навантаження в нападі російської команди. Гамова стала найрезультативнішим гравцем олімпійського турніру, набравши 204 очки: 160 в атаці, 31 на блоці і 13 на подачі. По ефективності блоку Катерина перевершила всіх, за відсотком реалізації атак була на турнірі третьою, але найкраща за цим показником китаянка Чжан Пін атакувала майже вдвічі менше (182 рази проти 349 у Гамової). У програній в рівній боротьбі збірній Китаю фінальній грі, що стала одним з найкрасивіших подій Олімпіади, Гамова заробила 33 очки, після матчу не могла стримати сліз, а в інтерв'ю журналістам сказала: «Нам ще є до чого прагнути…»
У листопаді 2006 року російська команда вперше виграла чемпіонат світу; у фінальному матчі проти Бразилії Гамова набрала 28 очок, в тому числі останнє, що завершило драматичну п'яту партію на користь Росії. Із загальною результативністю на турнірі Гамова зайняла 4-е місце. При новому тренерові збірної Росії, італійцю Джованні Капраре, Катерина Гамова незмінно була учасницею всіх офіційних турнірів.
У 2007 році вона стала бронзовим призером і найрезультативнішим гравцем чемпіонату Європи в Бельгії і Люксембурзі.
Після Олімпійських ігор-2008 в Пекіні, де збірна Росії не змогла стати призером, Гамова ненадовго перервала кар'єру в національній збірній, але повернулася в команду, керовану вже Володимиром Кузюткіним, під час наступного великого старту — розіграшу Гран-прі 2009 року.
14 листопада 2010 року в Токіо Катерина Гамова, як і чотирма роками раніше, поставила переможну крапку в фінальному матчі чемпіонату світу, а всього в грі зі збірною Бразилії вона набрала 35 очок з 106, забитих збірною Росією. За видатну гру Гамова була нагороджена призом MVP чемпіонату світу. У Росії вона була визнана найкращою спортсменкою року за версіями «Радянського спорту», «Спорт-Експресу», «Нових известий», стала лауреатом призу «Золотий п'єдестал» за версією глядачів телеканалу «Росія-2» і премії «Срібна лань» Федерації спортивних журналістів Росії.
В липні — серпні 2012 року Катерина Гамова вчетверте була учасницею Олімпійських ігор. У Лондоні збірна Росії повторила результат попередньої Олімпіади, не зумівши вийти до півфіналу і поборотися за медалі. Після закінчення турніру Гамова заявила, що швидше за все, не виступить на наступних Іграх, пізніше підтвердила рішення завершити кар'єру в збірній, але восени 2014 року зіграла за неї на чемпіонаті світу в Італії.

## Тренерська робота
На початку 2017 року Катерина Гамова було призначено куратором російських жіночих юніорських збірних і асистентом головного тренера збірної Росії U18. На дебютному турнірі Гамової на посаді тренера — чемпіонаті Європи серед дівчат, що відбувся у квітні в нідерландському Арнемі, — російська команда завоювала золоті медалі. За підсумками світової першості у цій віковій категорії, що проходив у серпні в Аргентині, збірна Росії зайняла третє місце.
У липні 2017 року Катерина Гамова була у складі делегації на першому в історії чемпіонаті Європи серед дівчат до 16 років у Болгарії, який приніс юним росіянкам срібні нагороди.

## Фізичні параметри
- Зріст: 202 см[37][38]
- Висота атаки: 321 см[39]
- Висота блоку: 310 см
- Вага: 80 кг

## Досягнення

### Зі збірними Росії
- У складі молодіжної збірної Росії: чемпіонка світу (1997 і 1999), срібна призерка чемпіонату Європи (1998).
- У складі студентської збірної Росії: срібна призерка Універсіади (1999).
- У складі збірної Росії:
  - дворазова срібна призерка Олімпійських ігор (2000 і 2004),
  - дворазова чемпіонка світу (2006 і 2010), бронзова призерка світової першості-2002,
  - дворазова чемпіонка Європи (1999 і 2001), бронзова призерка чемпіонатів Європи (2005 і 2007).
  - срібна призерка Кубка світу (1999),
  - срібна призерка Світового Кубка чемпіонів (2001),
  - переможниця (2002), срібна (2000, 2003, 2006, 2009) і бронзова (2001) призерка Гран-прі.

### З клубами
- 11-кратна чемпіонка Росії (2000/01, 2001/02, 2002/03, 2005/06, 2006/07, 2008/09, 2010/11, 2011/12, 2012/13, 2013/14, 2014/15), срібна призерка чемпіонатів Росії (1998/99, 1999/2000, 2003/04, 2004/05, 2007/08).
- 4-разова володарка Кубка Росії (1996, 1997, 2010, 2012), фіналістка (2007, 2008, 2011, 2013, 2015) і бронзова призерка (2005, 2006) Кубка Росії.
- чемпіонка Туреччини (2009/10), володарка Суперкубка і Кубка Туреччини (2010),
- переможниця Ліги чемпіонів (2013/14), фіналістка (2002/03, 2006/07, 2008/09, 2009/10) і бронзова призерка (2000/01, 2011/12) Ліги чемпіонів.
- бронзова призерка Кубка CEV (1998/99), фіналістка Кубку Тор Теамѕ (2005/06).
- переможниця клубного чемпіонату світу (2014).

### Особисті
- 2000: найкраща блокуюча фінального етапу Гран-прі.
- 2001: найрезультативніший гравець і найкраща блокуюча Світового Кубка чемпіонів.
- 2003: найрезультативніший гравець фінального етапу Гран-прі.
- 2004: найрезультативніший гравець і найкраща блокуюча олімпійського турніру.
- 2004: найкраща волейболістка Європи.
- 2006: найрезультативніший гравець фінального турніру Гран-прі, найкраща подаюча «Фіналу чотирьох» Ліги чемпіонів.
- 2007: премія «Слава» в номінації «За волю до перемоги».
- 2007: найрезультативніший гравець чемпіонату Європи.
- 2007: найкраща нападаюча «Фіналу чотирьох» Кубка Росії.
- 2008: найкраща нападаюча і найрезультативніша групового етапу Ліги чемпіонів.
- 2009: найрезультативніший гравець «Фіналу чотирьох» Ліги чемпіонів.
- 2010: найрезультативніший гравець «Фіналу чотирьох» Ліги чемпіонів.
- 2010: MVP (найцінніший гравець) чемпіонату світу в Японії.
- 2010: найкраща спортсменка року за версією глядачів ТК «Росія-2».
- 2010: MVP і найкраща нападаюча «Фіналу чотирьох» Кубка Росії.
- 2011: кращий гравець чемпіонату Росії — володарка Призу Людмили Булдаковой[13].
- 2011: найкраща нападаюча «Фіналу чотирьох» Кубка Росії.
- 2012: найрезультативніший гравець і найкраща нападаюча Європейського олімпійського відбіркового турніру.
- 2012: найкраща нападаюча «Фіналу чотирьох» Кубка Росії.
- 2013: найкращий гравець чемпіонату Росії — володарка Призу Людмили Булдакової[14].
- 2013: найкраща нападаюча «Фіналу шести» Кубка Росії.
- 2014: MVP і найрезультативніший гравець «Фіналу чотирьох» Ліги чемпіонів.
- 2014: MVP і найкраща діагональна клубного чемпіонату світу.
- 2014: кращий гравець чемпіонату Росії — володарка Призу Людмили Булдаковой[15].
- 2017: диплом Міжнародного комітету fair play (CIFP) в номінації «Трофей Жана Боротра за бездоганну спортивну кар'єру»[40].

## Нагороди та звання
- Заслужений майстер спорту Росії (2000).
- Медаль ордена «За заслуги перед Вітчизною» II ступеня (19 квітня 2001) — за великий внесок у розвиток фізичної культури і спорту, високі спортивні досягнення на Іграх XXVII Олімпіади 2000 року в Сіднеї[41].
- Медаль ордена «За заслуги перед Вітчизною» I ступеня (3 жовтня 2006) — за великий внесок у розвиток фізичної культури і спорту, високі спортивні досягнення[42].
- Почесний знак «За заслуги у розвитку фізичної культури і спорту» (2016)[43].

## Поза майданчиками
- У 2004 році Катерина Гамова захистила диплом в Уральській державної академії фізичної культури, у 2005—2009 роках навчалася на факультеті журналістики Російського державного соціального університету[29].
- Після Олімпійських ігор в Лондоні, 17 серпня 2012 року Катерина Гамова вийшла заміж за кінооператора і продюсера Михайла Мукасея, сина режисера і актриси Світлани Дружиніної і кінооператора Анатолія Мукасея[44]. З сезону-2013/14 волейболістка виходила на майданчик в ігровій майці з написом «Гамова-Мукасей». 15 вересня 2019 року у пари народився син.
- У 2011 році в рамках іміджевої кампанії Міжнародної федерації волейболу FIVB Heroes німецькою фірмою була виготовлена з пінополіуретану статуя Катерини Гамової висотою близько 5 м (включаючи дерев'яну метрову підставку) і масою близько 400 кг. Вона виставлялася в різних містах світу, всередині спортивних комплексів, зокрема у токійському Yoyogi National Stadium (однією з арен Кубка світу-2011) і лондонському Earls Court, де проходили матчі волейбольного турніру XXX Олімпійських ігор. 9 червня 2012 року статуя була встановлена на Поклонній горі в Москві у зв'язку з проведенням етапу Світового туру з пляжного волейболу, а роком пізніше була доставлена до Казані — столиці літньої Універсіади. Після закінчення Універсіади статуя прикрасила фойє казанського Центру волейболу «Санкт-Петербург»[45][46].
- 25 січня 2013 року у Владивостоці Катерина Гамова брала участь у першому російському етапі естафети вогню Універсіади-2013. У ніч з 6 на 7 липня на церемонії відкриття Всесвітніх студентських ігор разом Іреком Заріповим, Тагіром Хайбулаєвим та Наїлем Якуповим запалила вогонь Універсіади на «Казань-Арені»[47].
- 1 жовтня 2016 року в Казані після завершення прощального матчу Катерини Гамової відбулося офіційне відкриття «Школи Гамової», створеної за ініціативою самої волейболістки на базі Казанського училища олімпійського резерву. Перший набір в цю школу відбувся двома місяцями раніше. Її учениці входять до складу збірної Росії 2002—2003 років народження, якою керує Світлана Сафронова[48].
- З липня 2016 року Катерина Гамова входить до складу комісії спортсменів Міжнародної федерації волейболу[49], з вересня 2017 року — до складу комісії спортсменів Європейської конфедерації волейболу[50].
- В опублікованому радіостанцією «Ехо Москви» у січні 2012 року рейтингу «100 найвпливовіших жінок Росії» Катерина Гамова зайняла 92-е місце[51].
- З 1 листопада 2019 року розпочала діяльність амбасадора букмекерської контори Парі-Матч.